# France Martin Dolinar
France Martin Dolinar, slovenski zgodovinar * 11. november 1941, Sušine.

## Življenje in delo
Leta 1968 je diplomiral na Teološki fakulteti v Ljubljani. Leta 1976 je diplomiral iz arhivistike ter 1977 iz paleografije in diplomatike. Leta 1977 se je z disertacijo Das Jesuitenkolleg in Laibach und die Residenz Pleterje 1597 - 1704 promoviral za doktorja cerkvene zgodovine na Gregoriani v Rimu. Istega leta je prejel bronasto medaljo Univerze Gregoriana za to leto. Po vrnitvi iz leta 1977 Rima je bil vodja Nadškofijskega arhiva v Ljubljani in predstojnik novoustanovljenega Inštituta za zgodovino Cerkve do leta 1987.
Med letoma 1979 in 1989 je zasnoval in urejal zbirko Acta Ecclesiastica Sloveniae. Leta 1986 se je habilitiral za docenta cerkvene zgodovine na Teološki fakulteti v Ljubljani. Od leta 1987 do leta 2003 je bil zaposlen v Arhivu Republike Slovenije.  Pri Arhivskem društvu Slovenije je med letoma 1993 in 2010 urejal zbirko Viri. 
V letih 1994–2001 je na Oddelku za zgodovino Filozofske fakultete Univerze v Ljubljani (sprva kot izredni, od 1999 kot redni profesor) predaval zgodovino Evrope od 16. do 18. stoletja, na Oddelku za bibliotekarstvo pa 1994–2006 razvoj bibliotekarstva in uvod v znanstveno delo.
Bil je član komisije za podeljevanje naziva svetnik s področja varstva kulturne dediščine pri Ministrstvo za kulturo in član izpitne komisije za strokovne izpite s področja arhivistike. Od leta 1999 do leta 2003 je bil nacionalni koordinator za področje zgodovinopisja.

## Izbrana bibliografija
- Das Jesuitenkolleg in Laibach und die Residenz Pleterje 1597 - 1704 . Ljubljana 1977. 243 str.
- Slovenska cerkvena pokrajina. Ljubljana 1989. 337 str. ( Acta Ecclesiastica, 11)
- Prošti novomeškega kapitlja 1493 - 1993. Novo mesto 1993. 218 str.
- Rožmanov proces (soavtorica Tamara Griesser Pečar). Ljubljana 1996. 317 str.
- Resnici na ljubo (ur). Ljubljana 1998. 40 str.
- Uvod v znanstveno delo. Ljubljana 2001. 76 str. (Biblio Thecaria, 10)
- Knjižnice skozi stoletja. Ljubljana 2004. 198 str. (Biblio Thecaria, 14)
- Ljubljanski škofje. Ljubljana 2007. 616 str.